# 루이스 해밀턴 (배우)
루이스 해밀턴(Lois Hamilton, 1952년 10월 14일 ~ 1999년 12월 23일)은 미국의 배우, 모델, 조각가, 비행사, 텔레비전 배우, 영화배우이다.
필라델피아에서 태어났으며 리우데자네이루에서 사망하였다. 사인은 과다복용이다.

## 영화
- 암드 레스폰즈 (1986년)
- 환상의 휴가 (1985년)
- 인비테이션 투 헬 (1984년)
- 홍키 통키 프리웨이 (1981년)
- 괴짜들의 병영 일지 (1981년)
- 캐논볼 (1981년)
- 일렉트릭 호스맨 (1979년)